# إعصار ماثيو
إعصار ماثيو (بالإنجليزية: Hurricane Matthew) هو إعصار مداري قوي في منطقة غرب المحيط الأطلنطي بالقرب من منطقة الكاريبي وسواحل جنوب شرق الولايات المتحدة، تم تصنيف الإعصار من الدرجة الخامسة ويعد هو أول إعصار عقب إعصار فليكس 2007 يصنف كدرجة خامسة ويعد ايضاً الإعصار الرابع عشر الذي يضرب هذه المنطقة، وقد تحول الإعصار حالياً إلى الدرجة الثالثة.
بدأ إعصار ماثيو من خلال مجموعة عواصف استوائية من سواحل أفريقيا في 22 سبتمبر الماضي ، ثم بدأت تتجه شرقاً حتى ضربت سواحل جزر ليوارد في 28 سبتمبر، ثم تطور تدريجياً حتى أصبح في التصنيف الخامس وقام بضرب كلاً من : هايتي وجاميكا وكوبا وجمهورية الدومنيكان والبهاما ، ومن المتوقع أن تتجه إلى السواحل الجنوب شرقية للولايات المتحدة لتضرب كلا من الولايات: فلوريدا وجورجيا وثاوث كارولينا ونورث كارولينا.
تسبب الإعصار في مصرع ما يقرب من 850 شخص بحسب أخر إحصاء منهم 842 في هايتي ليصبح واحد من الإعاصير الأكثر دموية في تاريخ منطقة الأطلنطي، حيث أن أقوى إعصار ضرب هذه المنطقة هو إعصار ستان عام 2005 والذي تسببب في مصرع 1600 شخص في أمريكا الجنوبية والمكسيك.
في 6 أكتوبر 2016 أعلن الرئيس الأمريكي باراك أوباما حالة الطواريء الفيدرالية في ولاية فلوريدا،  ثم أصبحت تشمل أيضاً ولايات جورجيا وجنوب كارولينا.